# Летурнёр, Франсуа-Жозеф Александр
Франсуа-Жозеф Александр Летурнёр (фр. François-Joseph Alexandre Letourneur; 1769—1842) — французский военный деятель, бригадный генерал (1813 год), участник революционных и наполеоновских войн.

## Биография
21 октября 1791 года начал военную службу, и был избран сослуживцами капитаном 2-го батальона волонтёров Манша, вошедший в процессе амальгамы в состав 27-й полубригады линейной пехоты, прославился неустрашимой храбростью. 20 февраля 1800 года произведён в командиры батальона, был утверждён в чине Первым консулом 29 июля 1800 года. После заключения Люневильского мира возвратился во Францию с назначением в гарнизон Страсбурга, 22 декабря 1803 года — майор 14-го полка линейной пехоты, с 1803 года служил в Армии Берегов Океана в военном лагере Сент-Омер. Сражался при Ульме и Аустерлице в составе дивизии Сент-Илера. В 1809 году назначен командиром 5-й временной пехотной полубригады, участвовал в Австрийской кампании 1809 года. В 1810 году был определён в Армию Испании, 17 февраля 1811 года получил звание полковника, и возглавил 88-й полк линейной пехоты, сражался при Бадахосе, ранен в сражении при Альбуэре.
18 декабря 1813 года — бригадный генерал, в том-же году совместно с другими тремя офицерами 88-го полка был обвинён в потере полковой кассы в сражении при Витории и присуждён к выплате 8807 франков.
При реставрации Бурбонов оставался с 1 сентября 1814 года без служебного назначения, 1 апреля 1820 года определён в резерв и 1 августа 1820 года вышел в отставку. После Июльской революции вновь зачислен 22 марта 1831 года в резерв Генерального штаба и 1 мая 1832 года окончательно вышел в отставку.

## Награды
Легионер ордена Почётного легиона (25 марта 1804 года)
 Офицер ордена Почётного легиона (21 июля 1808 года)
 Кавалер военного ордена Святого Людовика (27 сентября 1814 года)